# Resolució 2165 del Consell de Seguretat de les Nacions Unides
La Resolució 2165 del Consell de Seguretat de les Nacions Unides fou adoptada per unanimitat el 14 de juliol de 2014. El Consell va acordar que les agències humanitàries de l'ONU i organitzacions associades que ajuden subministressin l'ajuda humanitària a la població de Síria directament a través de llocs de pas en zones de conflicte.

## Detalls
El Consell va assenyalar l'augment de la violència a Síria, on ja havien mort 150.000 persones, inclosos més de 10.000 nens. La situació humanitària al país empitjorava ràpidament. 10 milions de persones necessiten assistència, 6,4 milions eren desplaçades, 4,5 milions eren a zones de difícil accés i 240.000 van quedar atrapades en zones de combats. Va elogiar al Líban, Jordània, Turquia, l'Iraq i Egipte per l'acollida de més de 2,8 milions de refugiats.
També va assenyalar que els drets humans eren violats a gran escala per totes les parts degut als bombardejos, atacs, la tortura i els maltractaments a les zones poblades, l'extensió dels moviments extremistes i la focalització de la població basada en l'origen ètnic o la religió.
La resolució anterior va permetre que l'ajut d'emergència fos possible, però es va donar una audició insuficient. De nou es va exigir que les institucions mèdiques, les escoles i les zones poblades no fossin utilitzades amb fins militars ni fossin objectius.
Després d'informar a les autoritats de Síria, es permetrà a les agències humanitàries de l'ONU d'usar els passos fronterers de Bab al-Salam, Bab al-Hawa, Al Yarubiyah i Al Ramtha per portar ajuda humanitària a la població. També es va establir un mecanisme de seguiment per controlar els enviaments. A més, les parts en conflicte havien de permetre el lliurament sense traves.